# Quindeciljon
Quindeciljon är talet 1090 i tiopotensnotation, och kan skrivas med en etta följt av 90 nollor, alltså
1 000 000 000 000 000 000 000 000 000 000 000 000 000 000 000 000 000 000 000 000 000 000 000 000 000 000 000 000 000 000.
Ordet quindeciljon kommer från det latinska prefixet quindeca- (femton) och med ändelse från miljon.
En quindeciljon är lika med en miljon quattuordeciljoner eller en miljondel av en sexdeciljon.
En quindeciljondel är 10−90 i tiopotensnotation.